# Liste von Restitutionsfällen
Die Liste von Restitutionsfällen ist eine Ergänzung des Artikels Restitution von Raubkunst und zählt Fälle auf, in denen Werke der bildenden Kunst an ehemalige Eigentümer oder deren Rechtsnachfolger zurückgegeben oder über die Rückgabe verhandelt wurde. Es handelt sich überwiegend um NS-Raubkunst, von denen viele nach dem Washingtoner Erklärung von 1998 restituiert wurden.
Die Auflistung ist zunächst gegliedert nach den Staaten, in denen sich die Kunstwerke befanden, als der Anspruch auf Rückgabe erhoben und auf deren Rechtsgrundlagen diese verhandelt wurde. Die Tabellen sind sortierbar nach den Namen der Künstler (Spalte 2), nach den Namen der ehemaligen Eigentümer und Sammlungen (Spalte 3) oder nach dem Datum der Rückgabe (Spalte 4: Ergebnis). Die Fälle, in denen die Restitution noch nicht entschieden ist oder abgelehnt wurde, erscheinen bei der Sortierung der Spalte 4 am Ende der jeweiligen Liste.

## Restitutionsfälle in Australien und Neuseeland
| Abbildung | Künstler und Kunstwerk                                                   | ehemalige Sammlung / Anspruch | Ergebnis |
| --------- | ------------------------------------------------------------------------ | --- | --- |
|           | Cornelis Pietersz. Bega: Gemälde mit unbekanntem Titel                   | Sammlung Federico Gentili di Giuseppe Anspruch an die Art Gallery of South Australia, Adelaide                                       | Restitution im Jahr 2000 durch Ausgleichszahlung |
|           | Gerard ter Borch: Bildnis einer Frau mit Fächer Öl auf Leinwand, um 1670 | Sammlung Max Emden Anspruch an die National Gallery of Victoria, Melbourne                                                           | Eine abschließende Entscheidung über die Rückgabeforderung steht aus. |
|           | Macchiaioli: fünf Gemälde Mitte 19. Jahrhundert                          | Sammlung Cino Vitta Anspruch an die Dunedin Public Art Gallery, Dunedin, auf Herausgabe von fünf Gemälde aus der Macchiaioli-Schule. | Nach einem gerichtlichen Vergleich im April 1999 verblieben drei Gemälde im Museum und zwei wurden in eine Auktion gegeben. Der Erlös wurde zwischen Museum und Erben geteilt. |

## Restitutionsfälle in Deutschland
| Abbildung | Künstler und Kunstwerk                                                                                               | ehemalige Sammlung / Anspruch | Ergebnis |
| --------- | --- | --- | --- |
|           | Lucien Adrion: La Procession Öl auf Leinwand, 1927                                                                   | Sammlung Ismar Littmann Anspruch an die Ernst-Strassmann-Stiftung | Das Gemälde wurde am 17. Juni 2003 an die Erben restituiert. |
|           | Cornelis Pietersz. Bega: Selbstporträt, Ölskizze auf Papier, vor 1664                                                | Sammlung Jacques Goudstikker / Anspruch an die Hamburger Kunsthalle | Restitution im Oktober 2006 |
|           | Bernardo Bellotto genannt Canaletto: Der Zwingergraben in Dresden Öl auf Leinwand, um 1751                           | Sammlung Max Emden | 2019 restituiert. |
|           | Carl Blechen: Schlafender Faun Öl auf Holz, vor 1840                                                                 | Sammlung Clara und Julius Freund Anspruch an die Bundesrepublik Deutschland über dieses und zwei weitere Gemälde von Carl Blechen sowie ein Aquarell von Anselm Feuerbach. | Restituiert an die Erben im Jahr 2009. |
|           | Carl Blechen: Blick auf das Kloster Sta. Scolastica bei Subiac Öl auf Leinwand, vor 1832                             | Sammlung Felicia Lachmann-Mosse, Erbin der Sammlung Rudolf Mosse Anspruch an die Staatliche Kunsthalle Karlsruhe. | Restituiert an die Erben im Jahr 2016, Rückkauf durch das Museum. |
|           | Carl Blechen: Das Mühlental bei Amalfi Öl auf Leinwand, ca. 1830                                                     | Sammlung Edgar Jacques Moor, Erbe der Sammlung Eugen und Arthur Goldschmidt Anspruch an die Bundesrepublik Deutschland. | Restituiert an den Erben im Jahr 2024 |
|           | Adam van Breen: Eissegeln in einer niederländischen Stadt Öl auf Leinwand, 1610                                      | Sammlung Jacques Goudstikker" Anspruch an das Stadtmuseum Simeonstift Trier. | Restituiert an die Erben im Jahr 2022. |
|           | Lovis Corinth: Frau mit Lilien im Treibhaus Öl auf Leinwand, 1911                                                    | Sammlung Otto Ollendorff Anspruch an das Kulturhistorische Museum in Görlitz Der Breslauer Kaufmann und Kunstsammler Otto Ollendorf nahm sich 1939 das Leben, seine Frau und Kinder konnten emigrieren, die Kunstsammlung wurde beschlagnahmt und gelangte in die städtische Kunstsammlung Görlitz. | Die Erben Ollendorfs stellten nach der Wiedervereinigung 1990 einen Herausgabeantrag, im November 1998 wurde diesem nach dem Vermögensgesetz entsprochen. |
|           | Lovis Corinth: Porträt Charlotte Corinth Öl auf Leinwand, 1915                                                       | Sammlung Ismar Littmann Anspruch an die Hamburgische Landesbank | Am 27. November 2001 an die Erben restituiert. |
|           | Lovis Corinth: Römische Campagne (Roman Landscape) Öl auf Leinwand, 1914                                             | Sammlung Curt Glaser Anspruch an die Stadt Hannover / Sprengel-Museum | Das Gemälde wurde am 24. September 2007 restituiert. |
|           | | | |
|           | Lovis Corinth: Walchensee, Johannisnacht Öl auf Leinwand, 1920                                                       | Sammlung Gustav und Clara Kirstein Anspruch an das Sprengel-Museum in Hannover | Das Gemälde wurde am 25. September 2000 restituiert. |
|           | Charles-François Daubigny: Normannische Küstenlandschaft Öl auf Leinwand,                                            | Sammlung Paul Stern Anspruch an das Städel Museum in Frankfurt am Main | Restitution durch Ausgleichszahlung an die Erben im Jahr 2006. |
|           | Anthony van Dyck: Maria Magdalena Öl auf Leinwand, 1624                                                              | Sammlung Jacques Goudstikker Anspruch an einen privaten Sammler | Das Gemälde wurde am 23. Oktober 2002 an die Erben restituiert. |
|           | Lyonel Feininger: Barfüßerkirche in Erfurt Öl auf Leinwand, 1924                                                     | Sammlung Alfred & Thekla Hess Anspruch an die Staatsgalerie Stuttgart | Über den Restitutionsanspruch der Erben wurde noch nicht entschieden. |
|           | Conrad Felixmüller: Apfelblüte – Klotzsche Dorf Öl auf Leinwand, vor 1931                                            | Sammlung Robert Graetz Anspruch an das Auktionshaus Villa Grisebach | Es fand keine Restitution statt. Das mit einem Rückgabeanspruch belegte Gemälde stand mehrfach zur Versteigerung, wurde aber nicht gekauft und an den unbekannten Einlieferer zurückgegeben. |
|           | Conrad Felixmüller: Selbstbildnis mit Sportmütze Öl auf Leinwand, vor 1934                                           | Sammlung Robert Graetz Anspruch an das Auktionshaus Villa Grisebach | Es fand keine Restitution statt. Das mit einem Rückgabeanspruch belegte Gemälde wurde am 29. November 1997 auf einer Auktion der Villa Grisebach an einen unbekannten Käufer versteigert. |
|           | Anselm Feuerbach: Mädchenkopf Öl auf Leinwand, 1853                                                                  | Sammlung Sigmund und Erna Fein Anspruch an die Stiftung Preußischer Kulturbesitz | Das Gemälde wurde am 7. Mai 2004 restituiert. |
|           | Caspar David Friedrich: Der Watzmann Öl auf Leinwand, 1824–1825                                                      | Sammlung Martin Brunn Anspruch an die Stiftung Preußischer Kulturbesitz | Im Jahr 1999 an die Erben restituiert. |
|           | Caspar David Friedrich: Frau mit Umschlagtuch (Studie einer Frau) Zeichnung, 1804                                    | Sammlung Max Silberberg Anspruch an die Stiftung preußischer Kulturbesitz | Im August 1999 an die Erben von Max Silberberg zurückgegeben. |
|           | Aert de Gelder: Christ blessing the Children Öl auf Leinwand, 1690                                                   | Sammlung Jacques Goudstikker Anspruch an einen privaten Sammler | Das Gemälde wurde im Mai 2005 an die Erben restituiert. |
|           | Vincent van Gogh: L’Olivette (Olivenbäume vor dem Alpillengebirge) Zeichnung, 1889                                   | Sammlung Max Silberberg Anspruch an die Stiftung preußischer Kulturbesitz | Im August 1999 an die Erben von Max Silberberg zurückgegeben. |
|           | Hugo von Habermann: Porträt Irene Beran Öl auf Leinwand, 1921                                                        | Sammlung Rudolf Beran Anspruch an die Stiftung Preußische Schlösser und Gärten Berlin-Brandenburg | Das Gemälde wurde im Dezember 2007 restituiert. |
|           | Jan van der Heyden: Landhaus an einem Fluss Öl auf Leinwand,                                                         | Sammlung Paul Stern Anspruch an das Städel Museum in Frankfurt am Main | Restitution im Jahr 2006 |
|           | Karl Hofer: Sitzender weiblicher Akt auf blauem Kissen Öl auf Leinwand, 1927                                         | Sammlung Ismar Littmann | Im Jahr 2002 an die Erben restituiert |
|           | Leopold von Kalckreuth: Die drei Lebensalter Öl auf Leinwand, Triptychon, 1898                                       | Sammlung Elisabeth Gotthilf Anspruch an die Bayerischen Staatsgemäldesammlungen | Das Gemälde wurde nach der Washingtoner Erklärung an die Erben restituiert. |
|           | Willem Kalf: Stillleben mit Porzellankanne Öl auf Leinwand, 1653                                                     | Sammlung Joseph Block Anspruch an die Bayerische Staatsgemäldesammlung | Am 23. Juni 2008 an die Erben restituiert. |
|           | Wassily Kandinsky: Das bunte Leben Öl auf Leinwand, 1907                                                             | Sammlung Emanuel Lewenstein Anspruch an die Bayerische Landesbank | Die Limbach-Kommission hat am 13. Juni 2023 die Restitution empfohlen zur Diskussion s. auch |
|           | Alexander Kanoldt: Olevano Öl auf Leinwand, 1927                                                                     | Sammlung Ismar Littmann Anspruch an die Nationalgalerie Berlin | Im Februar 2001 an die Erben restituiert. |
|           | Ernst Ludwig Kirchner: Berliner Straßenszene Öl auf Leinwand, 1913                                                   | Sammlung Alfred & Thekla Hess Anspruch an das Brücke Museum, Berlin | Rückgabe an die Erben im November 2006 nach einem strittigen Verfahren. |
|           | Ernst Ludwig Kirchner: Das Urteil des Paris Öl auf Leinwand, 1912                                                    | Sammlung Alfred & Thekla Hess Anspruch an das Wilhelm Hack Museum Ludwigshafen | Über den Restitutionsanspruch der Erben wurde noch nicht entschieden. |
|           | Ernst Ludwig Kirchner: Erich Heckel und Otto Mueller beim Schach Öl auf Leinwand, 1913                               | Sammlung Victor Wallerstein Anspruch an das Brücke Museum Berlin | Das Brücke Museum hat 2024 eine Ausgleichszahlung an die Erben von Victor Wallenstein bezahlt. Das Bild verbleibt im Museum. |
|           | Ernst Ludwig Kirchner: Leipziger Straße mit elektrischer Straßenbahn Öl auf Leinwand, 1914                           | Sammlung Alfred & Thekla Hess Anspruch an das Folkwang Museum Essen | Über den Restitutionsanspruch der Erben wurde noch nicht entschieden. |
|           | Paul Klee: Sumpflegende Öl auf Leinwand, 1919                                                                        | Sammlung Sophie Lissitzky-Küppers Anspruch an die Städtische Galerie im Lenbachhaus, München | Im Juli 2017 kam es zu einem Vergleich: Demnach soll den Erben eine Entschädigung gezahlt werden und das Gemälde im Lenbachhaus verbleiben. |
|           | Max Klinger: Galathea Versilberte Bronze, Ende des 19. Jahrhunderts                                                  | Sammlung Gustav und Clara Kirstein Anspruch an das Museum der bildenden Künste, Leipzig (und 104 weitere Kunstgegenstände); die Sammlung Kirstein umfasste zudem ein umfangreiches Konvolut von Zeichnungen und Graphiken wie auch die Skulptur Galathea Max Klingers.                              | Am 25. September 2000 restituierte das Museum der bildenden Künste, neben der Bronze, insgesamt 80 Gemälde, Zeichnungen und Drucke an die Erben Kirstein. |
|           | Max Klinger: Die Lautenspielerin Öl auf Leinwand, 1892                                                               | Sammlung Gustav und Clara Kirstein Anspruch an das Museum der bildenden Künste, Leipzig (und 104 weitere Kunstgegenstände); die Sammlung Kirstein umfasste zudem ein umfangreiches Konvolut von Zeichnungen und Graphiken wie auch die Skulptur Galathea Max Klingers.                              | Am 25. September 2000 restituierte das Museum der bildenden Künste insgesamt 80 Gemälde, Zeichnungen und Drucke an die Erben Kirstein. |
|           | Wilhelm Leibl: Bauernmädchen Öl auf Leinwand, 1897                                                                   | Sammlung Alexander Lewin Anspruch an die Bundesrepublik Deutschland/Kunsthalle Bremen | Das Bild wurde an die Tochter des Sammlers restituiert. |
|           | Franz von Lenbach: Bildnis des Restaurators Aloys Hauser Öl auf Leinwand,                                            | Sammlung Walter Westfeld Anspruch an die Stadt Burladingen | Die Restitution wurde von der Stadt Burladingen abgelehnt. |
|           | Franz Marc: Die kleinen blauen Pferde Öl auf Leinwand, 1910                                                          | Sammlung Alfred & Thekla Hess Anspruch an die Staatsgalerie Stuttgart | Über den Restitutionsanspruch der Erben wurde noch nicht entschieden. |
|           | Franz Marc: Die Füchse Öl auf Leinwand, 1913                                                                         | Sammlung Kurt Grawi Anspruch an das Museum Kunstpalast Düsseldorf | Das Gemälde wurde 2023 nach mehrjährigem Streit an die Erben zurückgegeben. Die Entscheidung der Stadt Düsseldorf war sehr umstritten. Das Gemälde wurde nur wenige Wochen nach der Restitution dem Auktionshaus Christie's übergeben und für 51,12 Millionen Euro verkauft. Das Auktionsergebnis ist ein Rekord für Franz Marc. |
|           | Franz Marc: Kinderbild (Katze hinter einem Baum) Öl auf Leinwand, 1911                                               | Sammlung Alfred & Thekla Hess Anspruch an das Sprengel Museum Hannover | Im März 2009 an die Erbin restituiert; von der Erbin als Leihgabe im Sprengel Museum belassen. |
|           | Louis Marcoussis: La grappe de raisins Aquarell,                                                                     | Sammlung Sophie Lissitzky-Küppers Anspruch an das Museum Ludwig in Köln | Im Jahr 2000 an den Erben restituiert. |
|           | Hans von Marées: Die Labung Öl auf Holz, 1880                                                                        | Sammlung Max Silberberg Anspruch an das Museum Wiesbaden | Bild an die Erben restituiert und 2014 zurückgekauft. |
|           | Hans von Marées: Selbstbildnis mit gelbem Hut Öl auf Leinwand, 1874                                                  | Sammlung Max Silberberg Anspruch an die Stiftung preußischer Kulturbesitz | Im August 1999 schloss die Nationalgalerie Berlin mit den Erben einen Übernahmevertrag. |
|           | Meister der weiblichen Halbfiguren: Die Lautenspielerin Öl auf Leinwand, 17. Jahrhundert                             | Sammlung Victor Klemperer Anspruch an das Rheinische Landesmuseum Bonn | Das Gemälde wurde 2018 an die Erben zurückgegeben. |
|           | Adolph von Menzel: Pariser Wochentag Öl auf Leinwand, 1869                                                           | Sammlung Behrens Anspruch an die Stadt Düsseldorf | Auf Empfehlung der Limbach-Kommission vom 3. Februar 2015 erfolgte keine Restitution. |
|           | Adolf von Menzel: Ein Nachmittag im Tuileriengarten Öl auf Leinwand, 1867                                            | Sammlung Estella Meyer Anspruch an die Staatlichen Kunstsammlungen Dresden | Das Gemälde wurde 2005 restituiert und anschließend an die National Gallery in London verkauft. |
|           | Adolph von Menzel: Erinnerung vom Dampfboot auf der Donau Öl auf Leinwand, 1852                                      | Sammlung Alfred Sommerguth Anspruch an das Von der Heydt-Museum, Wuppertal | Nach strittigem Verfahren auf Anordnung des Rats der Stadt Wuppertal im Jahr 2003 restituiert. |
|           | Adolph von Menzel: Blick aus dem Dachfenster Öl auf Leinwand,                                                        | Sammlung Alfred Sommerguth Anspruch an die Bundesrepublik Deutschland | Im Jahr 2005 an die Erben restituiert. |
|           | Adolph von Menzel: Der Schafgraben Öl auf Leinwand, 1846                                                             | Sammlung Alfred Sommerguth Anspruch an das Auktionshaus Neumeister, München | Nach einer Einstweiligen Anordnung des Landgerichts in München im Jahr 2002, die eine Auktion dieses Gemäldes sowie zwei weiterer aus der Sammlung Sommerguth verhinderte, kam es ein Jahr später zum Vergleich und zur Restitution an die Erben.                                                                                |
|           | Adolph von Menzel: Blindekuh Öl auf Leinwand, 1867                                                                   | Sammlung Alfred Sommerguth Anspruch an das Auktionshaus Neumeister | Nach einer Einstweiligen Anordnung des Landgerichts in München im Jahr 2002, die eine Auktion dieses Gemäldes sowie zwei weiterer aus der Sammlung Sommerguth verhinderte, kam es ein Jahr später zum Vergleich und zur Restitution an die Erben.                                                                                |
|           | Adolph von Menzel: Überlandfahrt in der ersten Bahnklasse Öl auf Leinwand, 1851                                      | Sammlung Alfred Sommerguth Anspruch an das Auktionshaus Neumeister | Nach einer Einstweiligen Anordnung des Landgerichts in München im Jahr 2002, die eine Auktion dieses Gemäldes sowie zwei weiterer aus der Sammlung Sommerguth verhinderte, kam es ein Jahr später zum Vergleich und zur Restitution an die Erben.                                                                                |
|           | Paula Modersohn-Becker: Junges Mädchen Mischtechnik auf Eichenholz, um 1901                                          | Sammlung Robert Graetz Anspruch an die Hamburger Kunsthalle | Auf den Anspruch der Erben wurde bisher nicht eingegangen. Die Hamburger Kunsthalle erforscht derzeit die Provenienz. |
|           | Claude Monet: Der Palazzo Ducale Öl auf Leinwand, 1908                                                               | Sammlung Jakob Goldschmidt Anspruch an Helene Vögler und J. von Martius, Erben nach Albert Vögler | restituiert an den Erben Erwin Goldschmidt. Dessen Sohn Anthony Goldschmidt ließ es 2015 bei Sotheby’s versteigern. Es befindet sich im Museum Barberini in Potsdam. |
|           | Otto Mueller: Knabe vor zwei stehenden und einem sitzenden Mädchen Öl auf Leinwand, 1918/1919                        | Sammlung Ismar Littmann Anspruch an die Kunsthalle in Emden | Im Juni 1999 an die Erben restituiert und von der Kunsthalle Emden zurückgekauft. |
|           | Otto Mueller: Zwei weibliche Halbakte Öl auf Leinwand, 1919                                                          | Sammlung Ismar Littmann Anspruch an das Museum Ludwig in Köln | Im Jahr 1999 an die Erben restituiert und vom Museum Ludwig zurückgekauft. |
|           | Otto Mueller: Akt an Baum lehnend Zeichnung                                                                          | Sammlung Ismar Littmann Anspruch an das Kupferstichkabinett Berlin | Im Jahr 2000 an die Erben restituiert. |
|           | Matthys Naiveu: Piazza Navona in Rom Öl auf Leinwand, 1691                                                           | Sammlung Max Stern Anspruch an das Auktionshaus Van Ham | Das Gemälde sollte am 18. November 2006 auf einer Auktion angeboten werden, wurde bei einer Überprüfung über das Art Loss Register als Raubkunst aus der Sammlung Max Stern identifiziert. Van Ham zog das Gemälde aus der Auktion und gab es an den Einlieferer zurück. Es wurde nicht restituiert.                             |
|           | Matthys Naiveu: Marktszene auf der Piazza del Quirinale in Rom Öl auf Leinwand, 17. Jahrhundert                      | Sammlung Max Stern Anspruch an das Auktionshaus Van Ham | Das Gemälde sollte am 18. November 2006 auf einer Auktion angeboten werden, wurde bei einer Überprüfung über das Art Loss Register als Raubkunst aus der Sammlung Max Stern identifiziert. Van Ham zog das Gemälde aus der Auktion und gab es an den Einlieferer zurück. Es wurde nicht restituiert.                             |
|           | Emil Nolde: Buchsbaumgarten Öl auf Leinwand,                                                                         | Sammlung Ismar Littmann Anspruch an die Stiftung Lehmbruck, Duisburg | Nachdem die Stiftung Lehmbruck 2000 eine Restitution abgelehnt hatte, restituierte sie das Werk 2021 an die Erben nach Dr. Ismar Littmann, Breslau. |
|           | Emil Nolde: Bauernhof Öl auf Leinwand, 1924                                                                          | Sammlung Heinrich und Elisabeth Bamberger Anspruch an die Kunsthalle Emden | Das Gemälde wurde am 12. März 2002 durch geldwerten Ausgleich an die Erben restituiert. |
|           | Georg Pencz: Porträt Sigismund Baldinger Öl auf Leinwand, 1545                                                       | Sammlung Mór Lipót Herzog Anspruch an die Bundesrepublik Deutschland / Staatliches Museum Kassel | Im Februar 2010 restituiert. |
|           | Camille Pissarro: Im Gras liegendes Mädchen Öl auf Leinwand, 1882                                                    | Sammlung Jaap van den Bergh Anspruch an die Kunsthalle Bremen | Verbleib im Museum nach Einigung mit den Erben und einer Ausgleichszahlung. |
|           | Egbert van der Poel: Edelschmied in der Werkstatt Öl auf Leinwand,                                                   | Sammlung Paul Stern Anspruch an das Städel Museum in Frankfurt am Main | Das Gemälde wurde im Jahr 2005 restituiert. |
|           | Peter Paul Rubens: Bildnis der Marchesa Veronica Spinola Doria Öl auf Leinwand, um 1606                              | Sammlung Rosa und Jacob Oppenheimer Anspruch an die Staatliche Kunsthalle Karlsruhe | Keine Restitution nach der Washingtoner Erklärung, da den Oppenheimer-Erben bereits 1954 ein Ausgleich gezahlt wurde. |
|           | Peter Paul Rubens: Bildnis der Marchesa Imperiale mit Tochter Öl auf Leinwand,                                       | Sammlung Rosa und Jacob Oppenheimer Anspruch an die Staatsgalerie Stuttgart | Keine Restitution nach der Washingtoner Erklärung, da den Oppenheimer-Erben bereits 1954 ein Ausgleich gezahlt wurde. |
|           | Peter Paul Rubens: Auffindung des kleinen Erichthonios durch die Töchter des Kekrops Öl auf Leinwand, um 1616        | Sammlung Viktor Bloch Anspruch an das Kunsthaus Lempertz in Köln Das Gemälde war zur Auktion am 26. November 2006 vorgesehen. | Die Erben Viktor Blochs einigten sich noch vor der Auktion mit dem Einlieferer, das Gemälde wurde wie vorgesehen versteigert, der Verkaufspreis aufgeteilt. |
|           | Rachel Ruysch: Blumenstilleben auf grauem Steintisch Öl auf Leinwand, 1690                                           | Sammlung Jacques Goudstikker Anspruch an die Staatlichen Kunstsammlungen Dresden | Das Gemälde wurde im Dezember 2005 an die Erben zurückgegeben. |
|           | Fritz Schider: Musikalische Unterhaltung Öl auf Leinwand, 1874                                                       | Sammlung Max Meirowsky Anspruch an die Bayerische Staatsgemäldesammlung | Am 14. September 2005 an die Erben restituiert. |
|           | Karl Schmidt-Rottluff: Ostsee (Schiffe am Strand) Öl auf Leinwand, 1922                                              | Sammlung Hugo Benario Anspruch an das Leopold-Hoesch-Museum | 2018 nach der Washingtoner Erklärung an die Erben restituiert und zurückgekauft. |
|           | Joaquín Sorolla y Bastida: Las tres velas (Die drei Segel) Öl auf Leinwand, 1903                                     | Sammlung Max und Fanny Steinthal Anspruch an die Staatlichen Kunstsammlungen Dresden (und 60 weitere Kunstwerke) | Die Sammlung wurde am 22. April 2004 an die Erben restituiert. |
|           | Carl Spitzweg: Das Auge des Gesetzes (Justitia) Öl auf Leinwand, 1857                                                | Sammlung Leo Bendel Anspruch an das Bundespräsidialamt; Fluchtverkauf 1937, Sicherstellung im Central Collecting Point, München; Weitergabe an die Villa Hammerschmidt | 2006 nach der Washingtoner Erklärung restituiert |
|           | Carl Spitzweg: Der Hexenmeister Öl auf Leinwand, 1875/80                                                             | Sammlung Leo Bendel Anspruch an die Kunstsammlung Rudolf August Oetker GmbH, Bielefeld; Fluchtverkauf 1937, | 2019 an Nachkommen Bendels übergeben. |
|           | Cornelis Springer: Markt mit Rathaus und Marienkirche (zu Lübeck) Öl auf Leinwand, 1870                              | Sammlung Victor Ephrussi Anspruch an die Stadt Lübeck | Im Februar 2004 an die Erben restituiert. |
|           | David Teniers der Jüngere: Ländliche Szenen Öl auf Leinwand, 1677                                                    | Sammlung Jacques Goudstikker Anspruch an die Stadt Köln, Wallraf-Richartz-Museum | Das Gemälde wurde im Dezember 2005 an die Erben zurückgegeben. |
|           | Hans Thoma: Dämmerung am Gardasee Öl auf Karton,                                                                     | Sammlung Ottmar Strauss Anspruch an die Bayerische Staatsgemäldesammlung | Das Gemälde wurde am 5. Oktober 2004 restituiert. |
|           | Giambattista Tiepolo: Rinaldos Abschied von Armida (Rinaldo saying farewell to Armida) Öl auf Leinwand, um 1725–1726 | Sammlung Frederico Gentili di Giuseppe Anspruch an die Berliner Gemäldegalerie | Im November 1999 wurde das Gemälde restituiert. |
|           | Lorenzo Baldissera Tiepolo: Porträt eines bärtigen Mannes Öl auf Leinwand, 18. Jahrhundert                           | Sammlung Jacques Goudstikker Anspruch an das Herzog Anton Ulrich-Museum in Braunschweig | Im Dezember 2006 erfolgte die Rückgabe an die Erben Goudstikker. |
|           | Jacopo Tintoretto: Kreuztragung Öl auf Leinwand,                                                                     | Sammlung Lucie Mayer-Fuld Anspruch an Karl Haberstock | Nach einer Rückgabeforderung und einem Wiedergutmachungsverfahren 1952 in Düsseldorf kam es zu einer Einigung zwischen Lucie Mayer-Fuld und Karl Haberstock. Das Gemälde gehört seither in die Sammlung des Kunstmuseums der Stadt Düsseldorf                                                                                    |
|           | Cornelis Troost: Familienbild Öl auf Leinwand, 18. Jahrhundert                                                       | Sammlung Jacques Goudstikker Anspruch an das Museum Wiesbaden | Rückgabe an die Erben Goudstikker am 25. April 2007. |
|           | Constant Troyon: Kühe auf der Weide Öl auf Leinwand,                                                                 | Sammlung Jacques Goudstikker Anspruch an die Stadt Köln | Das Gemälde wurde im Dezember 2005 an die Erben zurückgegeben. |
|           | Franz Xaver Winterhalter: Mädchen aus den Sabiner Bergen (Girl form the Sabine Mountains) Öl auf Leinwand, um 1835   | Sammlung Max Stern Anspruch an Maria-Luise Bissonnette | Restitution nach strittigem Verfahren am 27. Dezember 2007 an die Erben und das Max Stern Art Restitution Project. |
|           | Philips Wouwerman: Reitschule im Freien Öl auf Leinwand, 17. Jahrhundert                                             | Sammlung Arthur Goldschmidt Anspruch an die Karl und Magdalene Haberstock-Stiftung Das Gemälde befand sich seit Ende des 19. Jahrhunderts im Besitz der französischen Rothschild-Familie und im März 1941 im Eigentum des Kunsthändlers Arthur Goldschmidt.                                         | Die Haberstock-Stiftung meldete im Jahr 2000 das Gemälde, das sich ab März 1941 im Besitz von Karl Haberstock befand, als Verdachtsfall in der Lost-Art-Datenbank der Koordinierungsstelle. Der Rechtsnachfolger wurde gefunden und das Bild restituiert.                                                                        |
|           | Heinrich von Zügel: Zwei Kühe auf der Weide unter Kopfweiden Öl auf Leinwand,                                        | Sammlung Alexander Lewin Anspruch an die Bundesrepublik Deutschland/Stadt Wörth am Rhein | Das Bild wurde an die Tochter des Sammlers restituiert. |

## Restitutionsfälle in Frankreich
| Abbildung | Künstler und Kunstwerk | ehemalige Sammlung / Anspruch | Ergebnis |
| --------- | --- | --- | --- |
|           | Georges Braque: L’Homme à la guitare Öl auf Leinwand, 1911/1912                                                           | Sammlung Alphonse Kann Anspruch an das Centre Pompidou | Restitution 2005 durch geldwerte Zahlung. |
|           | Georges Braque: Tisch mit Tabaksbeutel Öl auf Leinwand, 1930                                                              | Sammlung Paul Rosenberg Anspruch an Madame de Chambrun | Auf einer Auktion im Juni 1974 wurde das Gemälde als aus der Sammlung Rosenberg stammend erkannt, die neue Besitzerin und Einlieferin gab es an die Erben zurück.                                                                                     |
|           | Bernardo Bellotto genannt Canaletto: Vue de l’église de la Salute depuis l’entrée du Grand Canal Öl auf Leinwand, um 1730 | Sammlung Bernhard Altmann Anspruch an das Musée des Beaux-Arts, Straßburg | Restitution nach einem strittigen Verfahren im Oktober 2005 durch geldwerte Zahlung. |
|           | Albert Gleizes: Paysage (Landschaft) Öl auf Leinwand, 1911                                                                | Sammlung Alphonse Kann / Anspruch an das Musée national d’Art Moderne, Centre Pompidou | Im Juli 1997 restituiert. |
|           | François Marius Granet: La mort de Nicolas Poussin en 1665 Zeichnung, 1833                                                | Sammlung Alphonse Kann / Anspruch an das Musée du Louvre | Restituiert am 16. März 1998. |
|           | Giambattista Tiepolo: Alexander der Große und Campaspe im Atelier des Apelles Öl auf Leinwand, um 1725–1726               | Sammlung Frederico Gentili di Giuseppe Anspruch an den Louvre (insgesamt über fünf Altmeistergemälde)                                                                                        | Gerichtliche angeordnete Rückgabe an die Erben, nach strittigem Verfahren, im Dezember 1999. |
|           | Bernardo Strozzi: Die heilige Familie mit Johannes dem Täufer Öl auf Leinwand, um 1630                                    | Sammlung Frederico Gentili di Giuseppe Anspruch an den Louvre (insgesamt über fünf Altmeistergemälde)                                                                                        | Gerichtliche angeordnete Rückgabe an die Erben, nach strittigem Verfahren, im Dezember 1999. |
|           | Alessandro Moretto da Brescia: Heimsuchung Mariä Öl auf Leinwand, 16. Jahrhundert                                         | Sammlung Frederico Gentili di Giuseppe Anspruch an den Louvre (insgesamt über fünf Altmeistergemälde)                                                                                        | Gerichtliche angeordnete Rückgabe an die Erben, nach strittigem Verfahren, im Dezember 1999. |
|           | Alessandro Magnasco: Kartenspieler vor einem Kamin Öl auf Leinwand, um 1700                                               | Sammlung Frederico Gentili di Giuseppe Anspruch an den Louvre (insgesamt über fünf Altmeistergemälde)                                                                                        | Gerichtliche angeordnete Rückgabe an die Erben, nach strittigem Verfahren, im Dezember 1999. |
|           | Rosalba Carriera: Frauenbildnis Öl auf Leinwand, 18. Jahrhundert                                                          | Sammlung Frederico Gentili di Giuseppe Anspruch an den Louvre (insgesamt über fünf Altmeistergemälde)                                                                                        | Gerichtliche angeordnete Rückgabe an die Erben, nach strittigem Verfahren, im Dezember 1999. |
|           | Frans Hals: Bildnis des Pastors Adrianus Tegularius Öl auf Leinwand, um 1650                                              | Sammlung Adolphe Schloss Anspruch an Adam Williams, NewhouseGalleries Die Sammlung Schloss wurde 1943 in Frankreich von der Gestapo beschlagnahmt, 262 Gemälde wurden nach München gebracht. | Das Gemälde wurde 1990 auf einer Kunstmesse, auf der es zum Verkauf angeboten war, von der französischen Polizei beschlagnahmt, der Verkäufer kurzfristig inhaftiert. Nach einem strittigen Verfahren wurde es im Juli 2001 an die Erben restituiert. |
|           | Gustav Klimt: Die Erfüllung Gouache, Werkvorlage zum Stoclet-Fries, 1905/1909                                             | Sammlung Karl Grünwald / Anspruch an das Musée d’Art Moderne Strasbourg | Rückgabe nach strittigem Verfahren und Gerichtsbeschluss am 11. Januar 1999. |
|           | Fernand Léger: La Femme en rouge et vert Öl auf Leinwand, 1914                                                            | Sammlung Leonce Rosenberg / Anspruch an das Musée national d’Art moderne, Centre Pompidou | Im Februar 1999 wurde das Gemälde an die Erben restituiert. |
|           | Léon Augustin Lhermitte: Les Glaneuses Öl auf Leinwand, 1898                                                              | Sammlung Levi de Benzion / Anspruch an die Französische National Sammlung | Restituiert am 6. November 1996 |
|           | Henri Matisse: Mur rose (The Pink Wall) Öl auf Leinwand, 1898                                                             | Sammlung Harry Fuld Anspruch an die französische Regierung | Das Gemälde wurde am 27. November 2008 an die Erben restituiert. |
|           | Claude Monet: Nymphéas (1904) Öl auf Leinwand, 1904                                                                       | Sammlung Paul Rosenberg / Anspruch an die Französische Nationalsammlung | Rückgabe an die Erben am 29. April 1999 |
|           | Pablo Picasso: Frauenkopf Öl auf Leinwand, 1921                                                                           | Sammlung Alphonse Kann Anspruch an das Musée national d’Art moderne (Centre Pompidou) | Restitution im Jahr 2003 nach einem strittigen Verfahren und nach gerichtlicher Anordnung. |
|           | Egon Schiele: Herbstsonne II Öl auf Leinwand,                                                                             | Sammlung Fritz Grünwald Anspruch gegen einen Privatbesitzer | Das Gemälde wurde im Jahr 2005 bei Christie’s eingeliefert, um es auf Echtheit prüfen zu lassen, es wurde als zur Sammlung Grünwald gehörend erkannt und an die Erben zurückgegeben.                                                                  |

## Restitutionsfälle in Großbritannien
| Abbildung | Künstler und Kunstwerk                                                      | ehemalige Sammlung / Anspruch | Ergebnis |
| --------- | --------------------------------------------------------------------------- | --- | --- |
|           | Nicolò dell’Abbate: Holy Family Öl auf Leinwand, 16. Jahrhundert            | Sammlung Arthur Feldmann Anspruch an diesem und drei weiteren Gemälden an das British Museum                                                             | Im April 2006 restituiert durch finanziellen Ausgleich an die Erben, die Gemälde blieben im Museum.                                                  |
|           | Lucas Cranach: Cupido beklagt sich bei Venus Öl auf Leinwand                | Sammlung Emil Goldschmidt (bis 1909) National Gallery, London                                                                                            | unklare Provenienz mit der Vermutung, dass es sich um Raubkunst handelt; die rechtmäßigen Eigentümer wurden nicht aufgefunden                        |
|           | Aelbert Cuyp: Portrait of a Gentleman, Jacob Gerritsz Öl auf Leinwand, 1631 | Sammlung Jacques Goudstikker Anspruch an Sotheby’s | Das Gemälde wurde am 30. Oktober 2003 restituiert.                                                                                                   |
|           | Paul Gauguin: La maison blanche Öl auf Leinwand, 1885                       | Sammlung Richard Semmel Anspruch an George Child Villiers, 9. Earl of Jersey                                                                             | Vor der Versteigerung des Gemäldes im Auktionshaus Christie’s einigten sich die Erben von Richard Semmel und der Besitzer auf eine Ausgleichszahlung |
|           | Thomas de Keyser: Resurrection of Christ Öl auf Leinwand, 17. Jahrhundert   | Sammlung Jacques Goudstikker Anspruch an Rafael Valls Gallery, London                                                                                    | Am 29. Juni 2006 wurde das Gemälde durch Ausgleichszahlung restituiert.                                                                              |
|           | Gerrit Lundens: Hunter Courting a Milkmaid Öl auf Leinwand, 17. Jahrhundert | Sammlung Jacques Goudstikker Anspruch an Christie’s, London                                                                                              | Am 3. Juli 2006 wurde das Gemälde durch Ausgleichszahlung restituiert.                                                                               |
|           | Frans van Mieris: A dog lying down Öl auf Leinwand, 17. Jahrhundert         | Sammlung Arthur Feldmann Anspruch an diesem und zwei weiteren Gemälden an das Courtauld Institute of Art, London                                         | Im Januar 2007 schlossen die Erben und das Institute einen Vergleich, zwei Gemälde wurden zurückgegeben, eins verblieb im Museum.                    |
|           | Claude Monet: Au Parc Monceau Öl auf Leinwand, 1878                         | Sammlung Ludwig Kainer Anspruch an Sotheby’s Bei der Einlieferung des Gemäldes zur Versteigerung, wurde festgestellt, dass es sich um Raubkunst handelt. | Einigung zwischen den Einlieferern und den Erben der Sammlung Kainer. Anschließend Versteigerung.                                                    |

## Restitutionsfälle in Israel
| Abbildung | Künstler und Kunstwerk                                                 | ehemalige Sammlung / Anspruch | Ergebnis |
| --------- | ---------------------------------------------------------------------- | --- | --- |
|           | Edgar Degas: Quatre Danseuses Nues en Repos Kohlezeichnung, 1898       | Sammlung Goudstikker Anspruch an das Israel Museum in Jerusalem | Im März 2005 vom Israel Museum an die Erben restituiert, dort als Dauerleihgabe belassen.                                                    |
|           | Paul Klee: Schleiertanz Zeichnung,                                     | Sammlung Harry Fuld Anspruch an das Israel Museum in Jerusalem Die Zeichnung wurde in den 1950er Jahren als Raubgut unbekannter Herkunft dem Israel Museum überlassen. | Im September 2010 konnte die Zeichnung als Bestandteil der ehemaligen Sammlung Harry Fuld erkannt werden und wurde an die Erben restituiert. |
|           | Camille Pissarro: Boulevard Montmartre, Frühling Öl auf Leinwand, 1897 | Sammlung Max Silberberg Anspruch an das Israel Museum in Jerusalem | Restituiert im Februar 2002 vom Israel Museum an die Erben, dort als Dauerleihgabe belassen.                                                 |

## Restitutionsfälle in Italien
| Abbildung | Künstler und Kunstwerk                                                                    | ehemalige Sammlung / Anspruch                                                        | Ergebnis                                                                          |
| --------- | ----------------------------------------------------------------------------------------- | ------------------------------------------------------------------------------------ | --------------------------------------------------------------------------------- |
|           | Sandro Botticelli: Porträt eines Jünglings mit roter Mütze Öl auf Holz, 1484              | Sammlung Friedrich Gutmann Anspruch an einen anonym gebliebenen italienischen Bürger | Im März 1997 an die Erben von Fritz Gutmann restituiert.                          |
|           | Obelisk von Aksum                                                                         | stand 1937 bis 2005 in Rom zum Gedenken an den Abessinienkrieg                       | 2005 von Italien an Äthiopien zurückgegeben                                       |
|           | Girolamo Romanino: Christus mit dem Kreuz (Cristo portacroce) Öl auf Leinwand, um 1520-30 | Sammlung Federico Gentili di Giuseppe Anspruch an die Pinacoteca di Brera, Mailand   | wurde 12 Jahre nach dem ersten Anspruch 2012 an Gentilis Nachkommen zurückgegeben |

## Restitutionsfälle in Japan
| Abbildung | Künstler und Kunstwerk                                              | ehemalige Sammlung / Anspruch                                                          | Ergebnis                                                                          |
| --------- | ------------------------------------------------------------------- | -------------------------------------------------------------------------------------- | --------------------------------------------------------------------------------- |
|           | Paul Klee: Fliegenstadt Aquarell, 1921                              | Sammlung Sophie Lissitzky-Küppers Anspruch an Kiyomizu Sannenzaka und das Kyoto Museum | Am 29. Januar 2001 an den Erben restituiert.                                      |
|           | Alfred Sisley: Soleil de Printemps – Le Loing Öl auf Leinwand, 1892 | Sammlung Louis Hirsch Anspruch an einen unbekannten japanischen Sammler                | Das Gemälde wurde am 24. März 2004, nach einem strittigen Verfahren, restituiert. |

## Restitutionsfälle in Kanada
| Abbildung | Künstler und Kunstwerk                                                               | ehemalige Sammlung / Anspruch | Ergebnis |
| --------- | ------------------------------------------------------------------------------------ | --- | --- |
|           | Giorgio Vasari: Die Hochzeit von Kana (Marriage Feast at Cana) Öl auf Leinwand, 1566 | Staatliche Ungarische Kunstsammlung, Budapest / Anspruch an das Musée des Beaux-Arts de Montréal | Das Gemälde wurde im Januar 1999 nach Ungarn restituiert. |
|           | Emile Vernet-Lecomte: Aimee – Eine junge Ägypterin Öl auf Leinwand, 1869             | Sammlung Max Stern/ Anspruch an einen unbekannten Einlieferer beim Auktionshaus Sotheby’s in New York. Das Gemälde wurde bei Sotheby’s im Jahr 2001 versteigert, anschließend stellte sich heraus, dass es Teil der 392. Auktion im Auktionshaus Lempertz in Köln war, bei der im November 1937 etwa 250 enteignete Kunstwerke der Galerie Max Stern versteigert wurden. | Am 19. Oktober 2006 schlossen der Einlieferer, der neue Eigentümer und der Nachlassverwalter Max Sterns eine vertrauliche Vereinbarung mit dem Ergebnis der bedingungslosen Rückgabe des Gemäldes. |
|           | Edouard Vuillard: Le Salon de Madame Aron Öl auf Leinwand, 1911–1912                 | Sammlung Alfred Lindon / Anspruch an die National Gallery of Canada | Das Gemälde wurde am 24. September 2003 restituiert. |

## Restitutionsfälle in Liechtenstein
| Abbildung | Künstler und Kunstwerk                                              | ehemalige Sammlung / Anspruch                                  | Ergebnis                                                                                  |
| --------- | ------------------------------------------------------------------- | -------------------------------------------------------------- | ----------------------------------------------------------------------------------------- |
|           | Wilhelm Leibl: Mädchen vor einem Fenster Zeichnung, 19. Jahrhundert | Sammlung Max Silberberg Anspruch an die Ratjen-Stiftung, Vaduz | Restituiert im Jahr 1999 durch Entschädigungszahlung in Höhe des aktuellen Verkehrswerts. |

## Restitutionsfälle in den Niederlanden
| Abbildung | Künstler und Kunstwerk | ehemalige Sammlung / Anspruch | Ergebnis |
| --------- | --- | --- | --- |
|           | Gerrit van Battem: The Rhine Near Coblenz Öl auf Leinwand, 17. Jahrhundert                                                                                     | Sammlung J.M.-U. (nicht namentlich veröffentlicht) Anspruch an die niederländische Staatssammlung | Mit Entscheidung der Restitutionskommission vom 18. September 2003 nicht restituiert. |
|           | Abraham van Beijeren: Still Life with Fish on Trestle Table Öl auf Leinwand,                                                                                   | Sammlung H.v.d.S. (nicht namentlich veröffentlicht) Anspruch an die niederländische Staatssammlung | Mit Entscheidung der Restitutionskommission vom 18. September 2003 nicht restituiert. |
|           | Joachim Beuckelaer: Hat Paaslam (The Passover) Öl auf Leinwand, 16. Jahrhundert                                                                                | Sammlung Familie Berl Anspruch an die niederländische Staatssammlung | restituiert im Juni 2002 |
|           | Paris Bordone: Portrait of a man Öl auf Leinwand, 16. Jahrhundert                                                                                              | Sammlung Jacob und Rosa Oppenheimer Anspruch an eine niederländische Privatbesitzerin. | Das Gemälde wurde am 4. Februar 2008 an die Erben restituiert. |
|           | François Boucher (Schule): Venus in Vulcan’s Smithy Öl auf Leinwand, Ende 18. Jahrhundert                                                                      | Mrs. M. (nicht namentlich veröffentlicht) Anspruch an die niederländische Staatssammlung | restituiert am 22. April 2002 |
|           | Jan Brueghel der Ältere: Allegory of earth and water Öl auf Leinwand, um 1600                                                                                  | Sammlung Max Stern Anspruch an die niederländische Staatssammlung, Noordbrabants Museum in Den Bosch | Am 3. Mai 2010 an die Erben restituiert. |
|           | Jan Brueghel der Ältere: River landscape with windmills and ships Öl auf Leinwand, spätes 16. Jahrhundert                                                      | Sammlung Hugo F. Kaufmann Anspruch an die niederländische Staatssammlung; zudem zwei weitere Gemälde, eines aus der Schule Anthonis van Dyck, eines von Luttichuys | Die drei Gemälde wurden am 18. November 2006 restituiert. |
|           | Pieter Brueghel der Jüngere: A country wedding Öl auf Holz, um 1630                                                                                            | Sammlung Daniel Wolf Anspruch an die niederländische Staatssammlung, Noordbrabants Museum in Den Bosch | Restituiert am 9. November 2009. |
|           | Pieter Brueghel der Jüngere: Bauerngesellschaft mit Leiterwagen Öl auf Holz, 1585–1638                                                                         | Sammlung Hans Ludwig Larsen Anspruch an die niederländische Staatssammlung, Bonnefantenmuseum, Rotterdam | Restituiert 2014 mit weiteren. |
|           | Braunschweiger Monogrammist: Road to Calvary Öl auf Leinwand, 16. Jahrhundert zuvor Jan van Wechelen zugeschrieben unter dem Titel Bearing the Cross           | Sammlung Jacob und Rosa Oppenheimer Anspruch an eine niederländische Privatbesitzerin. | Das Gemälde wurde 2006 bei Sotheby’s in Amsterdam zum Verkauf eingeliefert und als Raubkunst erkannt. Es kam zum Verfahren zwischen der Einlieferin und den Erben Oppenheimer. Am 3. Mai 2010 veröffentlichte die niederländische Restitutionskommission einen Vergleich, nachdem nach Verkauf des Bildes der Verkaufspreis aufgeteilt werden soll. |
|           | Pieter Codde: Portrait of a married couple Öl auf Leinwand, 17. Jahrhundert                                                                                    | Sammlung Van Aldenburg Bentinck Anspruch an die niederländische Staatssammlung | Am 6. September 2010 lehnte die niederländische Restitutionskommission die Rückgabe ab. |
|           | Camille Corot: Jeune femme a la fontaine Öl auf Leinwand, um 1870                                                                                              | Sammlung Eduard L. Behrens Anspruch an die niederländische Staatssammlung, Kröller-Müller Museum in Otterlo | Am 3. Juli 2008 an die Erben restituiert. |
|           | Lucas Cranach: Madonna mit Trauben Öl auf Holz, um 1520 | Sammlung Daniel Wolf Anspruch an die niederländische Staatssammlung, Mauritshuis in Den Haag | Restituiert am 9. November 2009. |
|           | Albrecht Dürer: Die Heilige Familie Öl auf Holz, 1494 | Sammlung Franz Koenig Anspruch an die niederländische Staatssammlung, Museum Boijmans Van Beuningen, Rotterdam; insgesamt über 34 Gemälde und 37 Zeichnungen, darunter Werke von Leonardo, Raffael, Dürer, Cranach, Holbein, Rubens, van Dyck, Rembrandt, Watteau, Fragonard und Cezanne. | Am 3. November 2003 wurde der in den Niederlanden gefundene Teil der Sammlung Koenig nach einem Gerichtsurteil an die Erbin restituiert. |
|           | Govert van Emmerik: Schiffe vor der Küste (Schepen bij een kust) Öl auf Leinwand, 1869                                                                         | Sammlung Hartog Zadick Anspruch an die niederländische Staatssammlung | Am 3. Mai 2010 empfahl die niederländische Restituiionskommission, das Bild nicht zu restituieren, da es nicht sicher der Sammlung Zadick zugeordnet werden konnte |
|           | Adrianus Eversen: View in a dutch town Öl auf Leinwand, um 1880                                                                                                | Sammlung Joseph Stodel Anspruch an die niederländische Staatssammlung | Am 3. Mai 2010 an die Erben restituiert. |
|           | Edgar Fernhout: Still Life Tablecloth Öl auf Leinwand, vor 1940                                                                                                | Sammlung Jacques Goudstikker Anspruch an Christie’s Amsterdam | Im Mai 2006 wurden das Gemälde durch Ausgleichszahlung restituiert. |
|           | Abraham Govaerts (zugeschrieben): Italienische Landschaft am Abend (Italiaans berglandschap bij avond) Öl auf Leinwand,                                        | Sammlung Mr. K. (nicht namentlich veröffentlicht) Anspruch an die niederländische Staatssammlung | Mit Entscheidung der Restitutionskommission vom 18. Mai 2004 nicht restituiert. |
|           | Dirck Hals: Musizierende Gesellschaft auf einer Terrasse (Musicerend gezelschap op een terras) Öl auf Leinwand,                                                | Sammlung Mr. De K. (nicht namentlich veröffentlicht) Anspruch an die niederländische Staatssammlung | Am 15. Dezember 2003 restituiert. |
|           | Maarten Fransz. van der Hulst: Riviergezicht met aanlegplaats Gemälde                                                                                          | Sammlung Richard Semmel Anspruch an das Groninger Museum | 2013 an die Erben restituiert. |
|           | Jozef Israels: Fischer zu Pferd (Visser te paard) Zeichnung, Kreide auf Papier,                                                                                | Sammlung E.d.V.(nicht namentlich veröffentlicht) Anspruch an die niederländische Staatssammlung | Am 22. März 2004 restituiert. |
|           | Thomas de Keyser: Portrait of a man, possibly Hendrick de Keyser (1565-1621) Öl auf Holz, 1625                                                                 | Sammlung Hans Ludwig Larsen Anspruch an die niederländische Staatssammlung | restituiert 2014 |
|           | Thomas de Keyser: Herrenporträt mit Windhund (Portret van een man met hazewindhond) Öl auf Leinwand, 17. Jahrhundert                                           | Sammlung E.I.L. (nicht namentlich veröffentlicht) Anspruch an die niederländische Staatssammlung | restituiert am 7. April 2003 |
|           | Barend Cornelis Koekkoek: Dorfstraße mit Mühle, Viehherde und Eichbäumen (Landschap met watermolen en boeren die vee over een zandweg drijven) Öl auf Leinwand | Sammlung Mr. K. (nicht namentlich veröffentlicht) Anspruch an die niederländische Staatssammlung | Am 18. Mai 2004 restituiert. |
|           | Anna Dorothea Therbusch: Woman Playing a Lute Öl auf Leinwand, 18. Jahrhundert                                                                                 | Sammlung Sigmund Wassermann Anspruch an die niederländische Staatssammlung | Am 1. Dezember 2008 an die Erben restituiert. |
|           | A. Lutz: Courtyard in a Town Öl auf Leinwand, 1814 | Sammlung Vecht Anspruch an die niederländische Staatssammlung | Im März 2005 an die Erben restituiert. |
|           | Nicolaes Maes: The sleeping innkeeper Öl auf Leinwand, 17. Jahrhundert                                                                                         | Sammlung E.I.L. (nicht namentlich veröffentlicht) Anspruch an die niederländische Staatssammlung | restituiert am 7. April 2003 |
|           | Meister der Virgo inter Virgines: Die Auferstehung Öl auf Holz, 1470–1500                                                                                      | Sammlung Jacques Goudstikker Beispiel für eine Sammlung Anspruch an die niederländische Staatssammlung | Am 2. Juni 2006 wurden aus der niederländischen Staatssammlung insgesamt 267 Kunstwerke an die Erben Goudstikker restituiert. |
|           | Nicolas Molenaar: Winterlandschaft mit Dorf und Eisläufern (Schaatsers bij een dorp) Öl auf Leinwand, 17. Jahrhundert                                          | Sammlung Stodel Anspruch an die niederländische Staatssammlung, Beispiel für eine Sammlung | Im April 2005 wurde dieses und sechs weitere Gemälde an die Erben restituiert. |
|           | Thomas de Keyser (zugeschrieben): Bildnis eines jungen Mannes mit weißer Halskrause (Portret van een man) Öl auf Leinwand, um 1620                             | Sammlung Richard Semmel Anspruch an das Museum Gouda, Rijksdienst Beeldende Kunst | 2009 wurde das Gemälde an die Erben restituiert. |
|           | Pieter Gerardus van Os: Winter Landscape with Deer Öl auf Leinwand,                                                                                            | Sammlung Mr. K. (nicht namentlich veröffentlicht) Anspruch an die niederländische Staatssammlung | Am 18. Mai 2004 restituiert. |
|           | Hendrik Gerritsz Pot: Merry company at a table Öl auf Leinwand, 16. Jahrhundert                                                                                | Sammlung Jacob und Rosa Oppenheimer Anspruch an eine niederländische Privatbesitzerin. | Das Gemälde wurde am 4. Februar 2008 an die Erben restituiert. |
|           | Salomon van Ruysdael: A wooded landscape with the concubine carried by the Levite from Gibeah Öl auf Leinwand, 1645                                            | Sammlung Jacques Goudstikker Anspruch an die Salamon Lilian Gallery | Am 8. März 2006 wurden das Gemälde aus Privatbesitz durch Ausgleichszahlung restituiert. |
|           | Andreas Schelfhout: Cottages on the Edge of a Wood Öl auf Leinwand,                                                                                            | Sammlung Mr. K. (nicht namentlich veröffentlicht) Anspruch an die niederländische Staatssammlung | Am 18. Mai 2004 restituiert. |
|           | Floris van Schooten: Still Life with Kippers, Oysters an Smoker’s Accessories Öl auf Leinwand, 17. Jahrhundert                                                 | Sammlung O.H.B.(nicht namentlich veröffentlicht) Anspruch an die niederländische Staatssammlung | restituiert am 24. April 2003 |
|           | Jan van Scorel: Maria mit dem Kind Gemälde | Sammlung Richard Semmel Anspruch an das Centraal Museum Utrecht | Rückgabe am 25. April 2013 an die Erben abgelehnt |
|           | Bernardo Strozzi: Christus und die Samariterin am Brunnen Gemälde                                                                                              | Sammlung Richard Semmel Anspruch an das Museum de Fundatie in Zwolle | Rückgabe am 25. April 2013 an die Erben abgelehnt |
|           | Jan Toorop: Godsvertrouwen Zeichnung, 1907 | Sammlung Ernst und Gertrud Flersheim Anspruch an die niederländische Staatssammlung | Rückgabe am 17. November 2001 an die Erben mit Auflagen: diese kauften das Gemälde zu einem symbolischen Preis |
|           | Cornelis Troost: The Maternity Visit Gemälde, 18. Jahrhundert                                                                                                  | Sammlung G. (nicht namentlich veröffentlicht) Anspruch an die Boijman van Beuningen Foundation, Rotterdam | Rückgabe am 22. April 2005 dieses und zwei weiterer Gemälde an die Erben. |
|           | Jan Jansz van de Velde (Jan van de Velde II): Winterlandschaft Öl auf Holz, 17. Jahrhundert                                                                    | Sammlung Curt Glaser Anspruch an die niederländische Staatssammlung, Rijksmuseum Amsterdam | Am 4. Oktober 2010 an die Erben restituiert. |
|           | Wouter Verschuur der Jüngere: Horses by a stable Aquarell, 19. Jahrhundert                                                                                     | Sammlung Eduard Hollander Anspruch an die niederländische Staatssammlung, Rijksmuseum Amsterdam | Am 12. Oktober 2009 an die Erben restituiert. |
|           | Jacob de Witt: Venus, Bacchus en Ceres met de slapende Amor Öl auf Leinwand, 1720                                                                              | Sammlung Fritz Gutmann Anspruch an die niederländische Staatssammlung, Beispiel für eine Sammlung | Am 29. Juni 2010 wurde dieses und neun weitere Gemälde an die Erben von Fritz Gutmann restituiert. Im September 2002 restituierten die Niederlande bereits 233 Kunstwerke aus dem Rijksmuseum Amsterdam an die Erben. |
|           | Anonym (Meister von Kappenberg): The Circuscion Öl auf Holz, Ende 15. Jahrhundert                                                                              | Sammlung Johanna Margaretha Stern-Lippmann Anspruch an die niederländische Staatssammlung | Das Gemälde wurde am 18. Dezember 2006 restituiert. |
|           | Anonym (nach Abraham Govaerts): Italienische Landschaft am Abend (Italiaans berglandschap bij avond) Öl auf Leinwand, Mitte 17. Jahrhundert                    | Sammlung Marcus de Vries Anspruch an die niederländische Staatssammlung, insgesamt über 12 Gemälde | Das Gemälde Italienische Landschaft wurde am 3. Dezember 2007 restituiert, die Restitution der weiteren elf Gemälde wurde abgelehnt. |
|           | Anonym: Portrait of Don Luis Requessens y Zuñiga Öl auf Leinwand, 16. Jahrhundert                                                                              | Sammlung J.H. Gosschalk Anspruch an die niederländische Staatssammlung | Restituiert am 6. Dezember 2002 |
|           | Anonym: Portrait of a woman with a little dog Öl auf Leinwand                                                                                                  | Sammlung J.H. (nicht veröffentlicht) Anspruch an die niederländische Staatssammlung | Restituiert am 26. November 2002 |

## Restitutionsfälle in Österreich
| Abbildung | Künstler und Kunstwerk                                                                                   | ehemalige Sammlung / Anspruch | Ergebnis |
| --------- | --- | --- | --- |
|           | Albin Egger-Lienz: Totentanz 1809 Öl auf Leinwand, 1906–1908                                             | Sammlung Melanie Schwarz | Im Jahr 2006 wurde das Gemälde restituiert. |
|           | Johann Nepomuk Ender: Der Liebesbrief Öl auf Leinwand, um 1830                                           | Sammlung Ignaz und Clothilde Schachter Anspruch an die Stadt Wien | Die Stadt Wien restituierte das Gemälde am 5. Dezember 2009. |
|           | George Grosz: Andenken – Das Bündnis Öl auf Leinwand, um 1932                                            | George Grosz-Erben Anspruch an das Museum Moderne Kunst Stiftung Ludwig (Mumok) in Wien | Keine Rückgabe |
|           | Frans Hals: Porträt des Tielemann Roostermann Öl auf Leinwand, 1634                                      | Sammlung Rothschild, Beispiel für die Sammlung / Anspruch an die Staatlichen Kunstsammlungen Österreich 1938 von den Nationalsozialisten nebst 918 weiteren Kunstwerken beschlagnahmt, aufgrund des österreichischen Ausfuhrverbots zunächst nicht restituiert.     | Am 2. Dezember 1999 wurden insgesamt 250 Kunstwerke, darunter 31 Gemälde, gemäß dem Restitutionsgesetz nach der Washingtoner Erklärung an die Erben zurückgegeben. |
|           | Gustav Klimt: Adele Bloch-Bauer I Öl auf Leinwand, 1907                                                  | Sammlung Bloch-Bauer Anspruch an Österreichische Galerie durch die Erbin Maria Altmann | Im Januar 2006, nach strittigen Verhandlungen, an die Erbin restituiert.                                                                                           |
|           | Gustav Klimt: Adele Bloch-Bauer II Öl auf Leinwand, 1912                                                 | Sammlung Bloch-Bauer Anspruch an Österreichische Galerie | Im Januar 2006 an die Erbin Maria Altmann restituiert. |
|           | Gustav Klimt: Bildnis der Amalie Zuckerkandl Öl auf Leinwand, 1917/1918                                  | Sammlung Amalie Zuckerkandl Anspruch an die Österreichische Galerie Belvedere sowohl durch die Familie Bloch-Bauer wie die Familie Stiasny | Bislang keine Rückgabe. |
|           | Gustav Klimt: Apfelbaum Öl auf Leinwand, 1912                                                            | Sammlung Bloch-Bauer Anspruch an die Österreichische Galerie Belvedere | Im Januar 2006 an die Erbin Maria Altmann restituiert. |
|           | Gustav Klimt: Apfelbaum II Öl auf Leinwand, um 1916                                                      | Sammlung Amalie Zuckerkandl Anspruch an die Österreichische Galerie Belvedere | Im Jahr 2001 an die Erbin Nora Stiasny restituiert. |
|           | Gustav Klimt: Bauernhaus mit Birken Öl auf Leinwand, 1900er                                              | Sammlung Hermine Lasus Anspruch an die Österreichische Galerie Belvedere | Im Mai 2001 an die Erben restituiert. |
|           | Gustav Klimt: Bildnis einer Dame Öl auf Leinwand, 1898                                                   | Sammlung Bernhard Altmann Anspruch an die Österreichische Galerie Belvedere | Am 21. November 2003 an die Erben restituiert. |
|           | Gustav Klimt: Birkenwald Öl auf Leinwand, 1903                                                           | Sammlung Bloch-Bauer Anspruch an die Österreichische Galerie | Im Januar 2006 an die Erbin Maria Altmann restituiert. |
|           | Gustav Klimt: Dame mit Federboa Öl auf Leinwand, 1909                                                    | Sammlung Hermine Lasus Anspruch an die Österreichische Galerie | Im Mai 2001 an die Erben restituiert. |
|           | Gustav Klimt: Häuser in Unterach am Attersee Öl auf Leinwand, 1916                                       | Sammlung Bloch-Bauer Anspruch an Österreichische Galerie | Im Januar 2006 an die Erbin Maria Altmann restituiert. |
|           | Gustav Klimt: Landhaus am Attersee Öl auf Leinwand, um 1914                                              | Sammlung Jenny Steiner / Anspruch an die Österreichische Galerie Belvedere | Rückgabe nach der Washingtoner Erklärung im Jahr 2001 |
|           | Philips Koninck: Bildnis Professor Franciscus van Schooten Öl auf Leinwand, 1656                         | Sammlung Jacques Goudstikker Anspruch an die Republik Österreich | Rückgabe an die Erben im Oktober 2008. |
|           | Edvard Munch: Sommernacht am Strand Öl auf Leinwand, 1902                                                | Sammlung Alma Mahler-Werfel Anspruch an die Österreichische Galerie Belvedere | Am 5. September 2007 wurde das Gemälde an die Enkelin Marina Mahler restituiert.                                                                                   |
|           | Egon Schiele: Segelschiffe im wellenbewegtem Wasser – Hafen von Triest Öl auf Leinwand, 1907             | Sammlung Heinrich Rieger / Anspruch an das Landesmuseum Joanneum in Graz Heinrich Rieger wurde 1942 im KZ Theresienstadt ermordet; seine etwa 800 Kunstwerke umfassende Sammlung ist größtenteils verschollen.                                                      | Im Februar 2006, nach strittigen Verhandlungen, an die Erben restituiert.                                                                                          |
|           | Egon Schiele: Häuser am Meer Öl auf Leinwand, 1914                                                       | Sammlung Jenny Steiner / Anspruch an die Stiftung Leopold in Wien | Eine Restitution ist nicht entschieden. |
|           | Egon Schiele: Krumauer Landschaft (Städtchen am Fluß) Öl auf Leinwand, 1916                              | Sammlung Daisy Hellmann Anspruch an die Sammlung Wolfgang Gurlitt, Stadt Linz | Im März 2003 wurde das Gemälde an die Erben restituiert. |
|           | Egon Schiele: Mutter mit zwei Kindern III Öl auf Leinwand, 1915–1917                                     | Sammlung Jenny Steiner / Anspruch an die Österreichische Galerie Belvedere | Die Restitution wurde im November 2010 endgültig abgelehnt |
|           | Egon Schiele: Sitzende Zeichnung, 1914                                                                   | Sammlung Oskar Hirsch | Bisher nicht restituiert. |
|           | Martin Johann Schmidt: St. Florian Öl auf Leinwand, um 1780                                              | Sammlung Richard Neumann / Anspruch an das Weinstadtmuseum Krems | Am 26. April 2007 an die Erben restituiert. |
|           | Martin Johann Schmidt: St. Joseph Calasanz Öl auf Leinwand, um 1780                                      | Sammlung Richard Neumann / Anspruch an das Weinstadtmuseum Krems | Am 26. April 2007 an die Erben restituiert. |
|           | Lesser Ury: Die Näherin Öl auf Leinwand, um 1930                                                         | Sammlung Louis Löwenthal / Anspruch an das Kunstmuseum Linz Löwenthal war 1939 aus Berlin emigriert, sein Eigentum wurde beschlagnahmt, seine Kunstsammlung brachte der Kunsthändler Wolfgang Gurlitt an sich, das Gemälde wurde nach dem Krieg nach Linz verkauft. | Im Juli 1999 nach der Washingtoner Erklärung an die Erben restituiert.                                                                                             |
|           | Jan Vermeer: Die Malkunst Öl auf Leinwand, 1664–1668                                                     | Sammlung Jaromir Graf Czernin Anspruch an das Kunsthistorische Museum Wien | Der Restitutionsanspruch wird verhandelt. |
|           | Ferdinand Georg Waldmüller: Apothekenladenschilder: Hygieia, Hippokrates, Galen, Flora Öl auf Holz, 1826 | Sammlung Hermann Eissler Anspruch an die Österreichische Galerie Belvedere Wien | Mit Beschluss von 2009 an die Erben restituiert. |

## Restitutionsfälle in der Schweiz
| Abbildung | Künstler und Kunstwerk                                                    | ehemalige Sammlung / Anspruch                                                           | Ergebnis |
| --------- | ------------------------------------------------------------------------- | --------------------------------------------------------------------------------------- | --- |
|           | Pierre Bonnard: La Vénus de Cyrène Öl auf Leinwand,                       | Sammlung Bernheim-Jeune Anspruch an das Kunstmuseum Basel                               | Restituiert am 8. Juli 1998 durch Einigung, das Gemälde blieb im Museum |
|           | John Constable: Dedham from Langham Öl auf Leinwand,                      | Sammlung John und Anna Jaffe Anspruch an das Musée des Beaux-Arts de la Chaux-de-Fonds  | Restituiert am 16. Mai 2008 |
|           | Wassily Kandinsky Improvisation Nr. 10 Öl auf Leinwand,                   | Sammlung Sophie Lissitzky-Küppers Anspruch an die Fondation Beyeler                     | Restituiert durch Ausgleichszahlung, das Gemälde blieb im Museum. |
|           | Max Liebermann: Nähschule im Waisenhaus Amsterdam Öl auf Leinwand,        | Sammlung Max Silberberg Anspruch an das Bündner Kunstmuseum Chur                        | Restituiert am 11. Mai 1999. |
|           | Édouard Manet: La Sultane Öl auf Leinwand, 1871                           | Sammlung Max Silberberg Anspruch an die Stiftung Sammlung E.G. Bührle in Zürich         | Die Stiftung Bührle lehnte eine Restitution ab, hat jedoch im Juni 2024 mit den Erben durch eine „symbolische Entschädigung“ eine Einigung erzielt. Das Bild verbleibt in der Stiftung Bührle. |
|           | Paul Gauguin: Die Straße oder La Route montane Öl auf Leinwand, 1884      | Sammlung Richard Semmel Anspruch an die Stiftung Sammlung E.G. Bührle in Zürich         | Die Stiftung Bührle hat sich 2025 mit den Rechtsnachfolgern auf eine Entschädigung geeinigt. Das Bild verbleibt in der Stiftung Bührle.                                                        |
|           | Gustave Courbet: Der Bildhauer Louis-Joseph Leboeuf Öl auf Leinwand, 1863 | Sammlung Lisbeth Malek-Ullstein Anspruch an die Stiftung Sammlung E.G. Bührle in Zürich | Die Stiftung Bührle strebt eine faire und gerechte Lösung mit den Nachkommen oder sonstigen Rechtsnachfolgern an.                                                                              |
|           | Claude Monet: Monets Garten in Giverny Öl auf Leinwand, 1895              | Sammlung Franz Ullstein Anspruch an die Stiftung Sammlung E.G. Bührle in Zürich         | Die Stiftung Bührle strebt eine faire und gerechte Lösung mit den Nachkommen oder sonstigen Rechtsnachfolgern an.                                                                              |
|           | Vincent van Gogh: Der alte Turm Öl auf Leinwand, 1884                     | Sammlung Walter Feilchenfeldt Anspruch an die Stiftung Sammlung E.G. Bührle in Zürich   | Die Stiftung Bührle strebt eine faire und gerechte Lösung mit den Nachkommen oder sonstigen Rechtsnachfolgern an.                                                                              |
|           | Henri de Toulouse-Lautrec: Georges-Henri Manuel Gouache auf Karton, 1891  | Sammlung Walter Feilchenfeldt Anspruch an die Stiftung Sammlung E.G. Bührle in Zürich   | Die Stiftung Bührle strebt eine faire und gerechte Lösung mit den Nachkommen oder sonstigen Rechtsnachfolgern an.                                                                              |
|           | Henri de Toulouse-Lautrec: Le premier tricot Öl auf Leinwand,             | Sammlung Jakob Goldschmidt Anspruch an Jacques Koerfer Erben                            | Nach zwölfjährigem Rechtsstreit wies das Schweizerische Bundesgericht den Anspruch auf Rückgabe dieses Gemäldes sowie des Gemäldes Toulouse-Lautrec: Dans la loge zurück.                      |

## Restitutionsfälle in Spanien
| Abbildung | Künstler und Kunstwerk                                                          | ehemalige Sammlung / Anspruch                                                                   | Ergebnis |
| --------- | ------------------------------------------------------------------------------- | ----------------------------------------------------------------------------------------------- | --- |
|           | Camille Pissarro: Rue Saint Honoré, Après Midi, Effet de Pluie Öl auf Leinwand, | Sammlung Lily Cassirer Anspruch an das Museo Thyssen-Bornemisza                                 | Die Restitution wurde im Februar 2006 abgelehnt. |
|           | André Masson: Metamorphose Öl auf Leinwand, um 1930                             | Sammlung Pierre David Weill Anspruch an das Museo Nacional Centro de Arte Reina Sofia in Madrid | Das Gemälde wurde mehrmals verkauft, 1995 schließlich vom Museo Nacional. Zu diesem Zeitpunkt waren die Verlustumstände bekannt. Es kam zu einer außergerichtlichen Einigung. |

## Restitutionsfälle in Tschechien
| Abbildung | Künstler und Kunstwerk                                                                         | ehemalige Sammlung / Anspruch | Ergebnis |
| --------- | ---------------------------------------------------------------------------------------------- | --- | --- |
|           | František Kupka: Abstrakte Komposition Öl auf Leinwand, um 1920                                | Sammlung Jindrich Waldes / Anspruch an die Nationalgalerie in Prag; Beispiel für ein Bild aus einer Sammlung. Jindrich Waldes floh 1939 nach der Besetzung Prags in die USA, seine zurückgelassene Kunstsammlung wurde von den Nationalsozialisten beschlagnahmt. | Nach strittigen Verhandlungen wurde die Sammlung 1996 an die Erben restituiert.                                                                                |
|           | Otakar Nejedly: Landschaft Öl auf Leinwand, um 1920                                            | Sammlung Oskar Federer Anspruch an East Bohemian Gallery of Fine Arts in Pardubice; Beispiel für ein Bild aus einer Sammlung von 21 Kunstwerken. | Die Sammlung wurde im November 2007 an die Erben sowohl durch die East Bohemian Gallery of Fine Arts wie durch die Plastic Art Galerey in Ostrava restituiert. |
|           | Rembrandt (Schule): Jude in Pelzmütze (Le Juif au bonnet de fourrure) Öl auf Leinwand, um 1660 | Sammlung Alphonse Schloss Anspruch an die Nationalgalerie in Prag | Das Gemälde wurde am 25. Juni 2002 an die Erben von Alphonse Schloss restituiert.                                                                              |
|           | Paul Signac: Riverboat on the Seine Öl auf Leinwand, 1901                                      | Sammlung Emil Freund / Anspruch an das Jüdische Museum in Prag; Beispiel für ein Bild aus einer Sammlung von 32 Kunstwerken. | Die Sammlung wurde im Dezember 2008 restituiert. |

## Restitutionsfälle in Ungarn
| Abbildung | Künstler und Kunstwerk                                                          | ehemalige Sammlung / Anspruch                                          | Ergebnis |
| --------- | ------------------------------------------------------------------------------- | ---------------------------------------------------------------------- | --- |
|           | Lucas Cranach: The Annunciation to Joachim Öl auf Leinwand, 1518                | Sammlung Mór Lipót Herzog Anspruch an die ungarischen Kunstsammlungen. | Im Juli 2010 reichten die Erben beim Washingtoner District Court Klage gegen die Republik Ungarn auf Rückgabe dieses und weiterer 39 Gemälde ein. |
|           | Gustave Courbet: Le Château de Blonay (neige) Öl auf Leinwand, um 1875          | Sammlung Mór Lipót Herzog Anspruch an die ungarischen Kunstsammlungen. | Im Juli 2010 reichten die Erben beim Washingtoner District Court Klage gegen die Republik Ungarn auf Rückgabe dieses und weiterer 39 Gemälde ein. |
|           | El Greco: The Agony in the Garden (Christus am Ölberg) Öl auf Leinwand, um 1610 | Sammlung Mór Lipót Herzog Anspruch an die ungarischen Kunstsammlungen. | Im Juli 2010 reichten die Erben beim Washingtoner District Court Klage gegen die Republik Ungarn auf Rückgabe dieses und weiterer 39 Gemälde ein. |
|           | Mihály Munkácsy: Dusty Road (Poros út) Öl auf Leinwand, 1874                    | Sammlung Jenô Vida Anspruch an das Szépmûvészeti Múzeum Budapest       | Restituiert am 26. November 2002 |
|           | Mihály Munkácsy: Two Families Öl auf Leinwand, 1877                             | Sammlung Jenô Vida Anspruch an das Szépmûvészeti Múzeum Budapest       | Restituiert am 26. November 2002 |
|           | Mihály Munkácsy: The Baby’s Visitors Öl auf Leinwand, 1879                      | Sammlung Jenô Vida Anspruch an das Szépmûvészeti Múzeum Budapest       | Restituiert am 26. November 2002 |
|           | Mihály Munkácsy: The Christ Before Pilate Öl auf Leinwand, Studie, 1880         | Sammlung Jenô Vida Anspruch an das Szépmûvészeti Múzeum Budapest       | Restituiert am 26. November 2002 |
|           | Francisco de Zurbarán: Heiliger Andreas Öl auf Leinwand, um 1630–1632           | Sammlung Mór Lipót Herzog Anspruch an die ungarischen Kunstsammlungen. | Im Juli 2010 reichten die Erben beim Washingtoner District Court Klage gegen die Republik Ungarn auf Rückgabe dieses und weiterer 39 Gemälde ein. |

## Restitutionsfälle in den USA
| Abbildung | Künstler und Kunstwerk | ehemalige Sammlung / Anspruch | Ergebnis |
| --------- | --- | --- | --- |
|           | Hans Baldung: Bildnis eines jungen Mannes Öl auf Holz, 1509                                                                            | Sammlung Friedrich Gutmann Anspruch an das Zimmerli Art Museum – Rutgers University | Restituiert 2010. |
|           | François Boucher: Les Amoureux Jeunes Öl auf Leinwand, 18. Jahrhundert                                                                 | Sammlung André Jean Seligmann Anspruch an das Utah Museum of Fine Arts | Restituiert im April 2004. |
|           | Lucas Cranach der Ältere: Bildnis des Kurfürsten Johann Friedrich von Sachsen, gen. der Großmütige als Kurprinz Öl auf Holz, 1528–1530 | Sammlung Fritz Gutmann Anspruch an private US-amerikanische Sammlung | Restituiert 2018. |
|           | Lucas Cranach der Ältere: Auferstehung Christi Öl auf Holz, 1530                                                                       | Sammlung Margarete Eisenmann Anspruch an Eugene Thaw | Finanzielle Einigung zwischen den Erben von Margarete Eisenmann und den Erben von Eugene Thaw vor Versteigerung des Gemäldes 2021 |
|           | El Greco: Berg Sinai Öl auf Leinwand, um 1600                                                                                          | Sammlung Ferenc Hatvany Anspruch an das Metropolitan Museum of Art; New York / Museum von Herklion (Griechenland) Verlustumstände: 1944, bei dem Einmarsch deutscher Truppen in Budapest, in einem Banksafe zurückgelassen; wie das Gemälde nach 1945 in den Kunsthandel gelangte, ist ungeklärt. | Die Forderung der Erben wurde erhoben, als das Gemälde im Rahmen einer Retrospektive an das Metropolitain Museum ausgeliehen war. Die Rückgabe wurde abgelehnt. |
|           | Marc Chagall: L’Echelle de Jacob Gemälde, um 1930                                                                                      | Sammlung Erna Menzel Das Gemälde wurde 1941 vom ERR in Brüssel beschlagnahmt, und gelangte nach dem Krieg in die USA in Privatbesitz. | 1962 erhielt Erna Menzel Kenntnis von dem Standort und forderte die Rückgabe. Am 22. Oktober 1966 entschied der Supreme Court von New York zu ihren Gunsten. Es war die erste Herausgabeklage in den USA.                                                               |
|           | Gustave Courbet: Le Grand Pont Öl auf Leinwand, 1864                                                                                   | Sammlung Josephine Weinmann Anspruch an die Yale University Art Gallery | Restituiert am 23. Oktober 2001, das Gemälde wurde für zehn Jahre als Leihgabe in der Yale Gallery belassen. |
|           | Corneille de Lyon: Porträt von Jean d’Albon Öl auf Leinwand, 16. Jahrhundert                                                           | Sammlung Julius Priester Das Gemälde wurde 1938 in Wien von der Gestapo beschlagnahmt und gelangte über den Kunsthandel in die USA und das Virginia Museum of Fine Arts (VMFA) | Restitution im Mai 2004. |
|           | Lucas Cranach der Ältere: Adam und Eva Gemäldepaar, Öl auf Holz, um 1530                                                               | Sammlung Jacques Goudstikker Anspruch an das Norton Simon Museum Das Gemäldepaar war 1931 beim Auktionshaus Rudolph Lepke als aus der Sammlung Stroganoff versteigert und von Goudstikker erworben worden; nach 1945 von der niederländischen Regierung an George Stroganoff restituiert und von diesem an Norton Winfred Simon verkauft. | Der von Marei von Saher-Langenbein vorgebrachte Rückgabeanspruch wurde zuletzt 2012 gerichtlich abgelehnt. |
|           | Henri Matisse: Bach mit Alpen Öl auf Leinwand, 1907                                                                                    | Sammlung Alphonse Kann Anspruch an die Menil Collection in Houston, Texas | Restituiert am 22. Januar 2002 durch Ausgleichszahlung, das Gemälde verblieb im Museum |
|           | Henri Matisse: Odalisque Öl auf Leinwand, 1928                                                                                         | Sammlung Paul Rosenberg Anspruch an das Seattle Art Museum | Restitution im Oktober 2000 nach Überprüfung und Empfehlung des Holocaust Kunstrückerstattungsprojekts (HARFE) in Washington. |
|           | Claude Monet: Champs de Blé à Vétheuil Öl auf Leinwand, 1879                                                                           | Sammlung Gerda Dorothea de Weerth Anspruch an Edith Marks Baldinger; Privatklage vor dem New Yorker District Court auf Herausgabe. | Unterschiedliche Beurteilungen der Rechtslage führten im Ergebnis zur Ablehnung der Rückgabe. |
|           | Jan Mostaert: Porträt eines Geschäftsmannes Öl auf Leinwand, um 1520                                                                   | Sammlung Czartoryski Anspruch an das Virginia Museum of Fine Arts (VMFA). Das Gemälde wurde 1942 mit der gesamten Sammlung der Familie Czartoryski in Warschau beschlagnahmt, wurde nach Österreich gebracht und dort nach Kriegsende vermutlich von amerikanischen Militärangehörigen gestohlen. 1949 gelangte es in Besitz des VMFA. | Das VMFA führt ab 1998 eine Bestandsüberprüfung durch und identifizierte das Gemälde als Raubkunst. Es wurde 2004 an die Czartorsky-Stiftung in Warschau zurückgegeben.                                                                                                 |
|           | Pablo Picasso: Femme en blanc Öl auf Leinwand, 1922                                                                                    | Sammlung Carlotta Landsberg Anspruch gegen Marilynn Alsdorf | Restituiert im August 2005 durch finanziellen Ausgleich. |
|           | Pablo Picasso: Der Absinth-Trinker (Portrait de Angel Fernándo de Soto) Öl auf Leinwand, 1903                                          | Sammlung Paul von Mendelssohn-Bartholdy Anspruch an die Andrew Lloyd Webber Art Foundation | Die Rückgabe wurde abgelehnt, da ein verfolgungsbedingter Verlust nicht nachgewiesen werden konnte. |
|           | Pablo Picasso: Kopf einer Frau (Tête de femme) Pastell, 1903                                                                           | Sammlung Paul von Mendelssohn-Bartholdy Anspruch an die National Gallery of Art, Washington D.C. | Das Bild wurde 2020 an die Erben restituiert. |
|           | Rembrandt Harmensz van Rijn (zugeschrieben): Die Befreiung des Heiligen Peter aus dem Gefängnis Zeichnung,                             | Sammlung Arthur Feldmann Anspruch an einen Privatbesitzer | Restituiert am 30. November 2004 |
|           | Pierre-Auguste Renoir: Blühender Apfelbaum Öl auf Leinwand,                                                                            | Sammlung Friedrich Gutmann. Das Gemälde wurde während des Zweiten Weltkriegs in Frankreich beschlagnahmt; 1969 wurde es in New York versteigert; Anspruch an das Auktionshaus Parke-Bernet, New York, Einlieferer Mme Lucienne Fribourg, Paris und New York; 2005 nach Vergleichsvereinbarung mit den ehemaligen Besitzern und Erhalt finanzieller Entschädigung für die Erben verkauft; 2010 Auktion Christie's; 2019 Erwerb Sammlung Hasso Plattner | Vergleichsvereinbarung Entschädigung |
|           | Pierre-Auguste Renoir: Paysage pres de Cagnes Öl auf Leinwand,                                                                         | Sammlung Richard Semmel Anspruch an die Erben von Newton Korhumel | Vor der Versteigerung des Gemäldes im Auktionshaus Christie’s einigten sich die Erben von Richard Semmel und die Besitzer auf eine Ausgleichszahlung. |
|           | Peter Paul Rubens: Allegorie der Ewigkeit Öl auf Leinwand, um 1625                                                                     | Sammlung Rosa und Jacob Oppenheimer Anspruch an das San Diego Museum of Art | Im Mai 2004 einigten sich Erben und Museum, das Gemälde verblieb nach einer Entschädigungszahlung im Museum. |
|           | Egon Schiele: Tote Stadt III Öl auf Leinwand, 1911                                                                                     | Sammlung Fritz Grünbaum Anspruch gegen die Leopold Stiftung in Wien. | Das Gemälde wurde 1998 bei einer Retrospektiv-Ausstellung in New York beschlagnahmt, nach richterlichen Beschluss im selben Jahr aber wieder an die Leopoldstiftung in Wien zurückgeben.                                                                                |
|           | Egon Schiele: Bildnis Walburga Neuzil (Wally) Öl auf Holz, 1912                                                                        | Sammlung Lea Bondi-Jaray Anspruch gegen die Leopold Stiftung in Wien. | Das Gemälde wurde 1998 bei einer Retrospektiv-Ausstellung in New York beschlagnahmt. Nach zwölfjährigen Verhandlungen wird das Gemälde im Juli 2010 an die Leopold Stiftung zurückgegeben, diese zahlt eine Entschädigung in Höhe von 19 Millionen Dollar an die Erben. |
|           | Amedeo Modigliani: Sitzender Mann mit Stock Öl auf Leinwand, 1918                                                                      | Oscar Stettiner Anspruch des Erben Philippe Maestracci gegen die Helly Nahmad Gallery, Helly Nahmad und David Nahmad sowie das International Art Center (Briefkastenfirma in Panama im Besitz der Nahmads). | Vor dem United States District Court, Southern District of New York läuft seit 2011 ein Gerichtsverfahren. Bis Januar 2021 gab es keine Gerichtsentscheidung oder Einigung der Streitparteien.                                                                          |

## Film
- Liv Runa Thamsen: Dr. Wenigers Auftrag – Das verspätete Erbe jüdischer Familien, BR, 2023, Dokumentarfilm, erstellt durch Argon-Film, 37 Min. (Darin geht es um die konkrete „Rückgabe“ von Zwangsabgaben alter Silberkunstgegenstände von jüd. Bürgerinnen und -ern Münchens an die Nazibehörden im Jahr 1939 im Jahr 2023 in Israel und den USA aus Beständen des Bayerischen Nationalmuseums in München. Dies war die erstmals von einem deutschen Museum aktiv betriebene Restitution solcher beschlagnahmten und verwahrten Gegenstände.)